# LaserLight
«LaserLight» — песня британской певицы Jessie J из её дебютного альбома Who You Are. Песня написана Джесси при участии французского диджея Давида Гетта. Песня была выпущена 13 мая в Великобритании, став седьмым и финальным синглом из альбома. В преддверии своего релиза сингл достиг десятки британского чарта, став шестым синглом Джесси который смог достигнуть десятки чарта.

## О песне
После записи песни «Repeat», Гэтта и Джесси вернулись в студию и записали песню «LaserLight» для Who You Are (Platinum Edition). Джесси описывает песню как «мерцающий танцевальный поп-трек». Во время интервью для BBC Radio 1, 17 февраля 2012 года было объявлено, что «LaserLight» станет седьмым синглом с альбома. Видео на песню было выпущено 10 апреля. По нотам опубликованным на Musicnotes.com, песня написана в тональности си мажор с темпом 128 ударов в минуту. Вокал Jessie J охватывает диапазон от F ♯ 3 до E5.

## Критика
Песня получила положительные отзывы от критиков. Многие из них похвалили сильный вокал Джесси и отметили сходство с другим творением Гэтты, песней «Titanium», записанной с Австралийской певицей Sia. Большинство фанатов высказались, что песня является лидером среди трех песен записанных для Who You Are (Platinum Edition). Digital Spy назвали песню «полноценным хитом» и дали четыре из пяти звезд.

## Музыкальное видео
7 марта 2012 года во время своего турне Heartbeat Tour, объявила, что съёмки и монтаж клипа уже завершены.
Премьера клипа состоялась на YouTube на официальном канале Джесси 9 апреля 2012 года. David Guetta в клипе не появляется.

## Список композиций
- Digital download[8]

1. «LaserLight» (featuring David Guetta) — 3:32

- Digital download — remix[9]

1. «LaserLight» (Daddy’s Groove Remix) — 5:07

- CD single

1. «LaserLight» (Radio Edit) — 3:32
2. «LaserLight» (Daddy’s Groove Remix) — 5:07
3. «LaserLight» (Extended Mix) — 5:26
4. «LaserLight» (Instrumental) — 3:32

## Чарты
| Чарт (2012)                                | Лучшая позиция |
| ------------------------------------------ | -------------- |
| Австралия (ARIA)                           | 48             |
| Бельгия/Фландрия (Ultratop 50)             | 50             |
| Бельгия/Валлония (Ultratip Bubbling Under) | 8              |
| Ирландия (IRMA)                            | 9              |
| Новая Зеландия (Recorded Music NZ)         | 19             |
| Шотландия (OCC Scotland)                   | 4              |
| Словакия (Rádio — Top 100)                 | 16             |
| Великобритания (OCC UK Singles)            | 5              |

| Чарт (2012)      | Позиция |
| ---------------- | ------- |
| UK Singles Chart | 70      |